# Multifunktionelles Protein ADE2
Das multifunktionelle Protein ADE2 (Gen-Name: PAICS) ist ein Enzym in Wirbeltieren, bei dem zwei verschiedene enzymatische Domänen zu einem Protein verschmolzen sind: die Phosphoribosylaminoimidazol-Carboxylase (AIRC) und die Phosphoribosylaminoimidazolsuccinocarboxamid-Synthase (SAICAR-Synthase). Diese Aktivitäten sind Teil der Purinbiosynthese und kommen in allen Lebewesen vor: als Einzelenzyme in Prokaryoten und als Fusionsprotein in Wirbeltieren, Pilzen und Pflanzen.
Die Domänen von ADE2 katalysieren die Schritte 6 und 7 der zehnschrittigen Biosynthese von IMP. Die SAICAR-Synthase wird durch IMP oder Maleat gehemmt. Das menschliche ADE2 komplexiert zum Octamer.

## Katalysierte Reaktionen

### AIRC
+ CO2  {\displaystyle \longrightarrow }

{\displaystyle \longrightarrow }  
5-Aminoimidazolribonukleotid (AIR) wird zu 5-Aminoimidazol-4-carboxylatribonucleotid (CAIR) carboxyliert.

### SAICAR-Synthase
+  + ATP  {\displaystyle \longrightarrow }

{\displaystyle \longrightarrow }   + ADP + Pi
CAIR und Asparaginsäure werden ligiert, mit Verbrauch von ATP.